# Methakryláty

Z methylmethakrylátu se polymerizací vyrábí řada polymerů.

Methakryláty jsou deriváty kyseliny methakrylové, patří mezi ně jak samotná kyselina (CH2C(CH3)COOH), tak i její soli (obsahující aniont CH2C(CH3)COO−) a estery (například methylmethakrylát CH2C(CH3)CO2CH3) a polymery těchto látek.
Methakryláty jsou častými surovinami při výrobě plastů, vznikají z nich polyakryláty. Methakryláty díky přítomnosti značně reaktivní dvojné vazby vytvářejí polymery velmi snadno. Akrylátové polymery se používají jako součásti přípravků na čištění skel a na zafixovávání implantátů v ortopedii.